# CHP2
CHP2 (англ. Calcineurin like EF-hand protein 2) – білок, який кодується однойменним геном, розташованим у людей на 16-й хромосомі. Довжина поліпептидного ланцюга білка становить 196 амінокислот, а молекулярна маса — 22 452.
| 10         |  | 20         |  | 30         |  | 40         |  | 50         |
| ---------- |  | ---------- |  | ---------- |  | ---------- |  | ---------- |
| MGSRSSHAAV |  | IPDGDSIRRE |  | TGFSQASLLR |  | LHHRFRALDR |  | NKKGYLSRMD |
| LQQIGALAVN |  | PLGDRIIESF |  | FPDGSQRVDF |  | PGFVRVLAHF |  | RPVEDEDTET |
| QDPKKPEPLN |  | SRRNKLHYAF |  | QLYDLDRDGK |  | ISRHEMLQVL |  | RLMVGVQVTE |
| EQLENIADRT |  | VQEADEDGDG |  | AVSFVEFTKS |  | LEKMDVEQKM |  | SIRILK     |

A: Аланін

D: Аспарагінова кислота

E: Глутамінова кислота

F: Фенілаланін

G: Гліцин

H: Гістидин

I: Ізолейцин

K: Лізин

L: Лейцин

M: Метіонін

N: Аспарагін

P: Пролін

Q: Глутамін

R: Аргінін

S: Серин

T: Треонін

V: Валін

Кодований геном білок за функціями належить до фосфопротеїнів, ліпопротеїнів. 
Задіяний у таких біологічних процесах, як транспорт, транспорт білків. 
Білок має сайт для зв'язування з іонами металів, іоном кальцію. 
Локалізований у клітинній мембрані, цитоплазмі, ядрі, мембрані.